# Marlboro NSW Open 1976
New South Wales Open 1976, також відомий за назвою спонсора як Marlboro New South Wales Open, - чоловічий і жіночий тенісний турнір, що проходив на відкритих кортах з трав'яним покриттям White City Stadium у Сіднеї, Австралія. Чоловічий турнір проходи в рамках Colgate-Palmolive Grand Prix 1977. Відбувсь увісімдесятчетверте і тривав з 26 грудня 1976 до 1 січня 1977 року. Титули в одиночному розряді здобули Керрі Рід та 33-річний Тоні Роч. Для Роча це був червертий титул в одиночному розряді на цих змаганнях після 1967, 1969 і 1974 рокі. Роч виграв AUS$13,500, а тоді як винагорода Рід становила AUS$5,000.

## Фінальна частина

### Одиночний розряд, чоловіки
Тоні Роч —  Дік Стоктон 6–3, 3–6, 6–3, 6–4

### Одиночний розряд, жінки
Керрі Рід —  Діанне Фромгольтц 3–6, 6–3, 6–2

### Парний розряд, чоловіки
Сід Болл /  Кім Ворвік —  Марк Едмондсон /  John Marks 6–3, 6–4

### Парний розряд, жінки
Гелен Гурлей Cawley /  Бетсі Нагелсен —  Діанне Фромгольтц /  Рената Томанова 6–4, 6–1